# (1535) Päijänne
(1535) Päijänne est un astéroïde de la ceinture principale.

## Description
(1535) Päijänne est un astéroïde de la ceinture principale. Il fut découvert le 9 septembre 1939 à Turku par Yrjö Väisälä. Il présente une orbite caractérisée par un demi-grand axe de 3,17 UA, une excentricité de 0,19 et une inclinaison de 6,1° par rapport à l'écliptique.

## Compléments